# Codice civile de 1865
Lire en ligne

https://it.wikisource.org/wiki/Codice_civile_(1865)

Codice civile de 1942
Le Codice civile de 1865 est le premier code civil du royaume d'Italie (1861-1946).

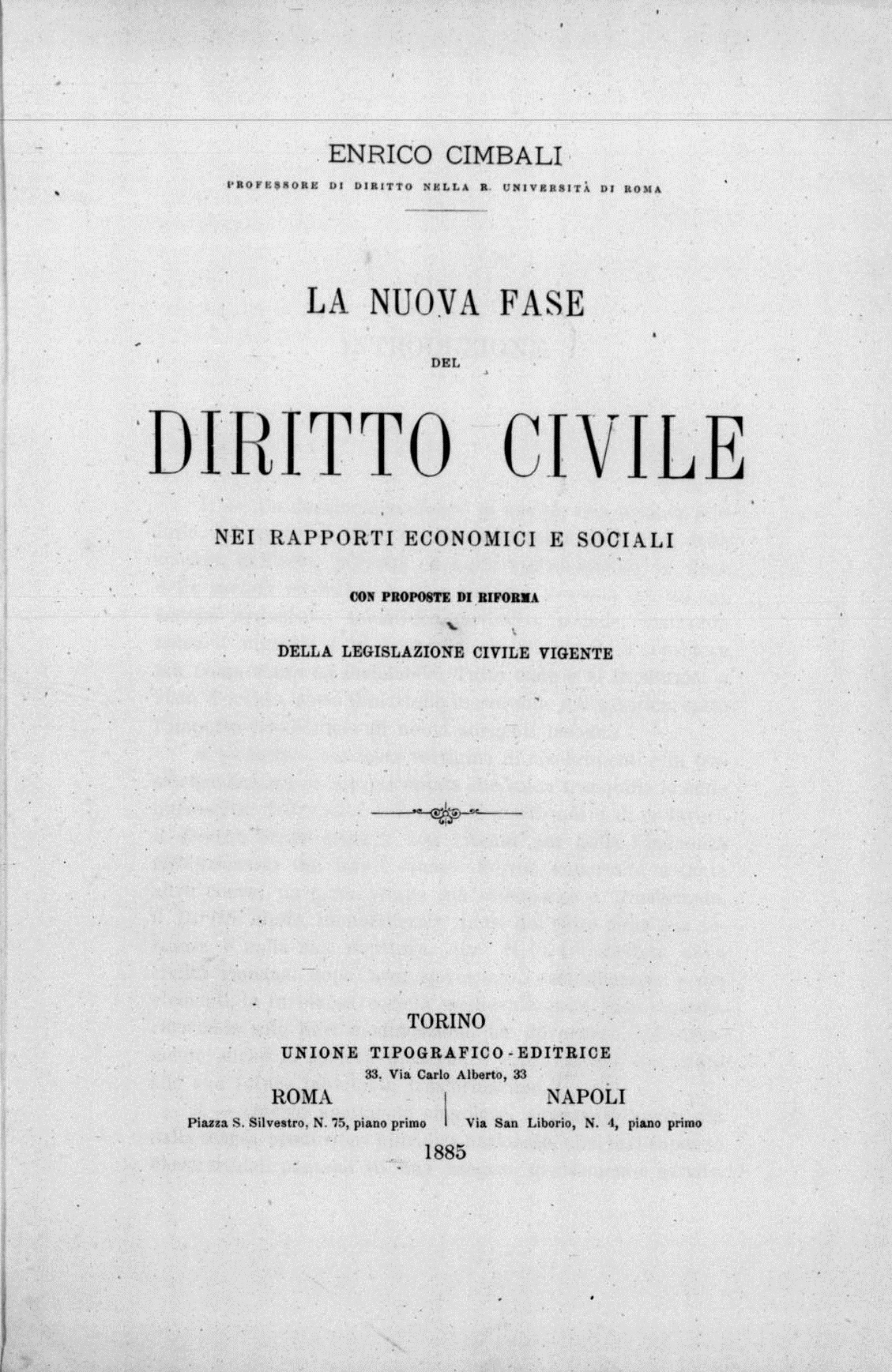
Enrico Cimbali, La nuova fase del diritto civile nei rapporti economici e sociali, 1885